# Velká cena Intervize 1980

Účast v soutěži:
Země, které se zúčastnily v roce 1980
Země, které se zúčastnily v minulosti, ale ne v roce 1980

Velká cena Intervize 1980 byl osmý ročník mezinárodní hudební soutěže Intervize. Pořádala se v Lesní opeře v Sopotech v Polsku od 20. do 23. srpna.

## Zúčastněné země
Tohoto ročníku soutěže se účastnilo 14 zemí a o první místo se poprvé v dějinách podělily tři země. Navíc Sovětský svaz vyslal do soutěže dva zástupce, Nikolaje Gnatjuka a Naděždu Čepragu.
| Pořadí | Země             | Jazyk            | Interpret                         | Píseň                                                                               | Body | Místo |
| ------ | ---------------- | ---------------- | --------------------------------- | ----------------------------------------------------------------------------------- | ---- | ----- |
| 01     | Československo   | Slovenština      | Marika Gombitová                  | Chcem sa s tebou deliť (Chci se s tebou dělit)                                      | 30   | 1     |
| 02     | Španělsko        | Španělština      | Gloria                            | Qué más me da (Co na tom záleží)                                                    | 24   | 2     |
| 03     | Polsko           | Polština         | Alicja Majewska                   | Jeszcze się tam żagiel bieli (Ještě je tam plachta bílá)                            | 20   | 4     |
| 04     | Sovětský svaz    | Ruština          | Nikolaj Gnatjuk                   | Навстречу осени (Vstříc podzimu)                                                    | 30   | 1     |
| 05     | Finsko           | Finština         | Marion Rung                       | Hyvästi yö (Sbohem, noci)                                                           | 30   | 1     |
| 06     | Bulharsko        | Bulharština      | Vasil Najdenov (Васил Найденов)   | По първи петли (Za prvního kokrání)                                                 | 20   | 4     |
| 07     | Jugoslávie       | Srbochorvatština | Neca Falk                         | Najjači ostaju (Ti nejsilnější zůstávají)                                           | 17   | 7     |
| 08     | Rumunsko         | Rumunština       | Corina Chiriac                    | Uneori suntem toți copii (Občas jsme všichni dětmi)                                 | 21   | 3     |
| 09     | Sovětský svaz    | Ruština          | Naděžda Čepraga (Надежда Чепрага) | Хора мира (Hora světa)                                                              | 19   | 5     |
| 10     | Nizozemsko       | Angličtina       | Margriet Markerink                | Come Closer (Pojď blíž)                                                             | 20   | 4     |
| 11     | Kuba             | Španělština      | Osvaldo Rodríguez                 | La vida siempre es mucho más (Život je vždy o něco víc)                             | 17   | 7     |
| 12     | Švýcarsko        | Francouzština    | Regards                           | La maison vide (Prázdný dům)                                                        | 18   | 6     |
| 13     | Maďarsko         | Maďarština       | Klári Katona                      | Ne sírj (Neplač)                                                                    | 19   | 5     |
| 14     | Východní Německo | Němčina          | Ute Freudenberg                   | Wie weit ist es bis ans Ende dieser Welt? (Jak daleko je to na konec tohoto světa?) | 20   | 4     |

## Hlasování
| Hlasy jednotlivých států | Hlasy jednotlivých států        | Hlasy jednotlivých států | Hlasy jednotlivých států | Hlasy jednotlivých států | Hlasy jednotlivých států | Hlasy jednotlivých států | Hlasy jednotlivých států | Hlasy jednotlivých států | Hlasy jednotlivých států | Hlasy jednotlivých států | Hlasy jednotlivých států |
|                          | Hlasující státy:                | Celkem                   | Bulharsko                | Polsko                   | Československo           | Finsko                   | Kuba                     | Rumunsko                 | Východní Německo         | Maďarsko                 | Sovětský svaz            |
| ------------------------ | ------------------------------- | ------------------------ | ------------------------ | ------------------------ | ------------------------ | ------------------------ | ------------------------ | ------------------------ | ------------------------ | ------------------------ | ------------------------ |
| Vystupující státy:       | Československo                  | 30                       | 10                       | 10                       | 10                       | –                        | –                        | –                        | –                        | –                        | –                        |
| Vystupující státy:       | Španělsko                       | 24                       | 8                        | 8                        | –                        | –                        | 8                        | –                        | –                        | –                        | –                        |
| Vystupující státy:       | Polsko                          | 20                       | –                        | 12                       | 8                        | 0                        | 0                        | 0                        | –                        | –                        | –                        |
| Vystupující státy:       | Sovětský svaz (Nikolaj Gnatjuk) | 30                       | –                        | –                        | –                        | –                        | –                        | –                        | 10                       | 10                       | 10                       |
| Vystupující státy:       | Finsko                          | 30                       | –                        | –                        | –                        | 10                       | 10                       | 10                       | –                        | –                        | –                        |
| Vystupující státy:       | Bulharsko                       | 20                       | 12                       | 2                        | 2                        | 1                        | –                        | –                        | 3                        | –                        | –                        |
| Vystupující státy:       | Jugoslávie                      | 17                       | 6                        | 0                        | 3                        | 4                        | 1                        | –                        | 3                        | –                        | –                        |
| Vystupující státy:       | Rumunsko                        | 21                       | 7                        | –                        | –                        | –                        | –                        | 7                        | –                        | 0                        | 7                        |
| Vystupující státy:       | Sovětský svaz (Naděžda Čepraga) | 19                       | 5                        | 7                        | 1                        | 2                        | 3                        | –                        | 1                        | –                        | –                        |
| Vystupující státy:       | Nizozemsko                      | 20                       | 2                        | –                        | 6                        | 7                        | –                        | –                        | 8                        | –                        | –                        |
| Vystupující státy:       | Kuba                            | 17                       | 1                        | 4                        | 5                        | 3                        | –                        | –                        | 2                        | 1                        | 1                        |
| Vystupující státy:       | Švýcarsko                       | 18                       | 3                        | 3                        | 4                        | 6                        | –                        | –                        | –                        | 2                        | –                        |
| Vystupující státy:       | Maďarsko                        | 19                       | 4                        | 1                        | –                        | –                        | 2                        | 12                       | –                        | 0                        | –                        |
| Vystupující státy:       | Východní Německo                | 20                       | –                        | 6                        | 7                        | –                        | 5                        | 2                        | –                        | –                        | –                        |